# 1532.
◄ | 15. stoljeće | 16. stoljeće | 17. stoljeće | ►
◄ | 1500-ih | 1510-ih | 1520-ih | 1530-ih | 1540-ih | 1550-ih | 1560-ih | ►
◄◄ | ◄ | 1529. | 1530. | 1531. | 1532. | 1533. | 1534. | 1535. | ► | ►►
Arhitektura • Astronomija • Glazba • Kazalište • Kiparstvo • Knjige • Književnost • Kršćanstvo • Medicina • Politika • Pravo • Promet • Slikarstvo • Znanost
1532. bila je prijestupna godina, a započela je u ponedjeljak.

## Događaji
- Nakon dinastičke borbe za prijestolje, Atahualpa postaje vladar carstva Inka
- 16. studenog – Francisco Pizarro zarobio Atahualpu u Cajamarci
- Nikola Jurišić obranio Kiseg od vojske Sulejmana I
- Vinko Pribojević održao govor De origine successibusque Slavorum (O podrijetlu i povijesti Slavena)
- Objavljen Machiavellijev Il Principe (Vladar)

## Rođenja
- Martin Rota Kolunić, hrvatski bakrorezac i kartograf († 1583. ili 1596.)
- Orlando di Lasso, nizozemski skladatelj († 1594.)
- Sofonisba Anguissola, talijanska renesansna slikarica († 1625.)

## Smrti
- 19. studenog – Jakov Baničević, humanist i diplomat (* 1466.)
- 1. listopada – Jan Mabuse, flamanski slikar (* oko 1478.)

## Vanjske poveznice
|  | Zajednički poslužitelj ima još gradiva o temi 1532. |